# 薇娅
薇娅（英語：Viya，1985年9月7日—），本名黃薇，安徽庐江人，中国女歌手及直播电商主播，第十三届全国青联委员，云南省青年联合会常务委员，全国三八红旗手。曾为嘻哈团体T.H.P成员，2016年成为淘宝直播主播后迅速走红，与李佳琦并称为淘宝两大当家主播，入选2021年“时代百大人物”。2021年12月，被揭偷逃税，补缴税款并处罚款共计13.41亿元人民币，其社交平台及直播账号被封禁，直播工作亦因此终止，转为幕后工作。

## 生平
薇娅1985年出生於安徽省庐江县。2003年，薇娅和当时仍为男友的董海锋，在北京动物园服装批发市场对面开了第一家女装店，由于款式较好，使得该店获得较好的生意。2005年，薇娅參加安徽卫视选秀節目《超級偶像》並奪冠，之後簽約環球唱片公司，正式出道于中国內地娱乐圈。後來薇娅離開環球，與北京天浩盛世唱片公司簽約，並與龍飛、安興軍組成嘻哈團體THP出道，薇婭出任rapper擔當。此外薇娅還與林俊傑、成龍、童安格等人合作過。
2008年，薇娅和董海锋赴西安开设七家服装店，每个店都实现盈利。直至2012年，薇娅和董海锋决定关闭所有的线下店，南下广州在天猫平台开店，搭建了30人的运营团队，还交了学费学习店铺经营知识。2014年双十一期间，薇娅团队经营额1000万元人民币，但亏损600万元，于是薇娅夫妇卖掉了广州的两套房子来补亏空。
2016年5月，薇娅成為淘寶直播的一名视频直播推销商品（“带货”）主播，4個月後其帶來的成交額已達到1億人民幣。2018年，薇娅以年收入3000万元人民币、推动成交7亿元，位列淘宝“淘布斯”榜单首位；2019年双十一期间，薇娅共售出超过30亿元人民币的商品。截至11月11日凌晨3点，薇娅直播间观看人次达4310万。
2018年起，薇娅团队开始在线下举办“薇娅感恩节”，每年5月21日均会举行，一些明星和嘉宾皆会到场表演节目，亦会与粉丝互动。
从2018年起，薇娅频繁参与淘宝直播组织的公益活动，通过销售贫困地区农产品为贫困地区扶贫。同年3月29日，中国大陆运动服装品牌361度与淘宝直播共同举办活动，通过主播对决的形式决出雅加达亚运会火炬传递活动的名额，排名前十的主播即可获邀赴雅加达担任火炬手传递圣火。最终，薇娅排名第一，获邀参加火炬传递活动。
2020年4月1日，薇娅首次在淘宝直播售卖“快舟火箭发射服务”，引发网友关注。翌日，薇娅首次在直播间推销房产，共有1457.77万人观看。
2020年5月，杭州市文化广电旅游局向薇娅授予“杭州旅游推广大使”荣誉称号。获得称号后，薇娅表示“将借助电商直播的力量，把杭州的自然美景、文化底蕴、人文情怀带入更多人的视野，让更多人了解并爱上这座城市”。
2020年6月，增补为云南省青年联合会常委。7月，参加北京卫视音乐竞技节目《跨界歌王》。8月，当选为第十三届全国青联委员。9月，获得全国三八红旗手称号。10月，获得全国脱贫攻坚奖。
2021年12月，浙江省杭州市税务局稽查局查明，她在2019年至2020年期间，通过隐匿个人收入、虚构业务转换收入性质虚假申报等方式偷逃税款6.43亿元，其他少缴税款0.6亿元，依法对她作出税务行政处理处罚决定，追缴税款、加收滞纳金并处罚款共计13.41亿元。
2024年，薇娅与丈夫董海峰创立谦萌文化，同时宣布推出三部短剧作品。

## 直播模式及团队运作
从2016年开始成为购物主播以来，薇娅一直采取“昼夜颠倒”的工作生活制，每天下午四点起床用餐后便开始直播的准备工作。她于晚上七点半开始化妆，八点开始直播，通常在凌晨十二点结束。随后她将一天的直播内容进行复盘，然后与招商团队开会，选择和试用新品，一直至清晨六七点下班吃早餐，然后睡到下午。据她在节目中透露，她一天只睡3-4个小時，而她一年内直播的场次超过350次，每个月只休息一天。据报道，每天薇娅团队收到报名的商品数量有一千多个，选品标准较为严苛，分初审、复审、终审三个部分，仅有二至三百多个通过审查。在经过她亲自试吃试用之后，商品才能进入到直播间。薇娅在杭州、广州、北京三地都开设有直播间。
根据淘宝公开的数据显示，薇娅直播卖货的类别几乎涉足了所有的商品类别，合作过的品牌有5000多个。她介绍的劳斯莱斯幻影加长版，在直播间优惠100多万，但其销量为0，是薇娅开播以来卖的最差的商品。在直播过程中，薇娅一直会用到“废话不多说，先来抽波奖”、“五四三二一，上链接”等口头禅。由于薇娅直播时语速较快，导致她的嗓音沙哑，因此她会通过含润喉糖来暂时缓解不适。
薇娅团队的总人数共计200人，覆盖选品、招商、售后等工作。

## 家庭
薇娅丈夫董海峰是與薇娅簽約的谦寻（杭州）文化传媒有限公司控股股東。同时董海峰与薇娅共同持股广州薇蜜可思服饰有限公司，董海峰持股55%，薇娅持股45%。兩人育有一个女兒。由于工作的繁忙，她每个月只有一天时间可以陪女儿。

## 评价
淘宝总裁蒋凡评论称：“以淘宝直播上的红人薇娅为例，能实现一场直播百万人观看，上亿成交额的成绩，已经不是点缀，而是未来商业模式的主流”。而淘宝直播负责人赵圆圆形容薇娅的直播间是“下一个唯品会”，并称“她代表了目前淘宝直播的天花板”。

## 争议

### 被质疑做公益是作秀
2020年9月4日，有观众在薇娅直播中留言，质疑她捐建希望小学等公益行为是为了博眼球，薇娅看到恶意评论和质疑后，忍不住哭了起来。翌日凌晨，薇娅在微博發长文道歉，表示自己没有控制好情绪，不希望自己把太多情绪带到直播间，希望能够带给大家的是快乐和轻松。同时也表示做公益不是作秀，是真心想要做这件事情。

### 道歉售卖山寨货
2021年5月14日，薇娅直播间售卖名为“古姿挂脖风扇Supreme联名”的商品，其后有博主质疑，该联名商品为山寨货，引发争议。5月28日，薇娅所属公司谦寻文化发布说明称，经过核查，该产品存在授权争议，向公众致歉，薇娅本人也转发该说明道歉。

### 妨碍社会公共秩序和违背社会良好风尚被罚
2021年6月3日，据浙江政务服务网获悉，薇娅相关公司谦寻公司被杭州市高新区（滨江）市场监督管理局行政处罚，罚没款人民币53万元，上缴国库。其处罚事由为“广告含有妨碍社会公共秩序和违背社会良好风尚的内容和情形”。

### 偷逃税款被罚
2021年12月20日，薇娅偷逃税款被曝光。经杭州市税务局稽查局调查，薇娅在2019年至2020年间通过隐匿个人收入、虚构业务转换收入性质虚假申报等方式逃税6.43亿元，少缴税0.6亿元。杭州市税务局稽查局依法对薇娅作出税务行政处理处罚，追缴税款、加收滞纳金并处罚款共13.41亿元。薇娅随后发布致歉信，称其完全接受相关处罚决定，并将在规定时间内完成补缴税款、滞纳金与罚款。当晚，其在微博、抖音、快手、小红书等多个社交平台账号及淘宝直播间被封禁，淘宝店铺亦被关店处理。其丈夫董海锋也发布致歉信称，表示夫妻在税务上并不专业，聘用所谓的专业机构帮他们进行税务统筹合规，但后续发现均存在问题。在更为专业的财务团队到岗后，发现税务统筹有极大风险，于是他们终止了税务规划统筹，按照45%个人所得税率全额缴纳相关税款，并主动补缴在此之前的不合规的相关税款。事发后，谦寻控股在员工工作群里向员工通报情况，在此期间工资照发，并要求员工在此事上不对外发布任何评论。12月21日，中国网络社会组织联合会宣布，因薇娅偷逃税款行为造成了极为恶劣的社会影响，经研究决定撤销薇娅“网络诚信宣传大使”。
薇娅偷逃税事件引发了网民的关注，也登上了网络热搜，中国境外媒体亦有关注此事件。如路透社报道指出，薇娅被罚是中国大规模整顿行动中被曝光不当行为的最新案例，最初整顿行动针对互联网科技巨头，后来又扩展到私人教育、社交媒体平台和娱乐圈等领域。官媒中新社也为此发表评论，强调事件釋出對高收入群體加大稅收監管力度的訊號，有助維護法律尊嚴，調節收入分配，促進共同富裕。中央紀委國家監委网站发文表示，抨擊偷逃稅行為會對國家發展帶來惡劣影響，並指目前已有上千人主動自查補繳稅款，文章也警示网络直播从业人员，网络直播并非法外之地，要自觉依法纳税。12月22日，北京市税务局、上海市税务局、浙江省税务局、广东省税务局、江苏省税务局相继发布通告呼籲可能有問題的明星艺人、网络主播等对照税法及有关通知要求自查，并于2021年底前向税务部门主动报告和纠正涉税问题，税务部门會从轻、减轻或者免予税务处罚。
2022年2月13日，有媒体报道薇娅正在谋求复出，或最晚于3月在淘宝重新开播，薇娅的店铺会在淘宝恢复上线，未来仍旧以直播的形式展开工作，账号名称和粉丝不会改变。而在2月12日，“蜜蜂惊喜社”账号开始直播，主播均为薇娅直播间团队的助播，且名称与此前“薇娅惊喜社”名称类似，被认为是薇娅谋求复出的一个信号。其后谦寻、淘宝直播负责人对此表示否认。三年后的2025年5月，董海峰在其抖音账号发布纪念薇娅直播九周年的视频，同时首次披露“谦寻超级会员”的小程序；后续发布的视频中，薇娅担当服装模特，被认为是薇娅复出，重回公众视野。但在6月8日，董海峰的抖音账号已无法搜索相关内容。

## 外部連結
- 薇娅viyaaa新浪微博存档